# Valkenburg aan de Geul

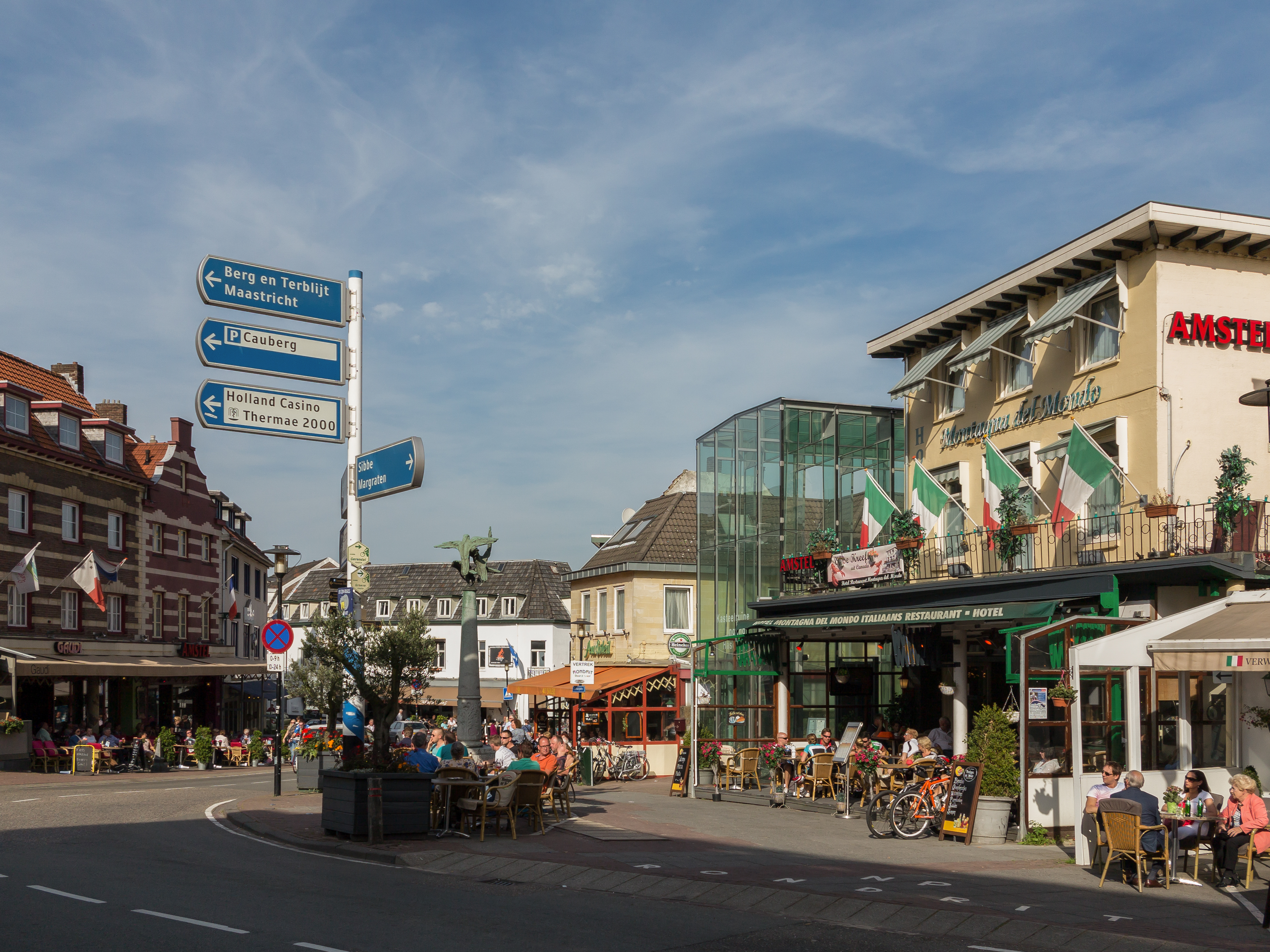
Blick auf den Grendelplein im Stadtzentrum

Valkenburg aan de Geul (anhörenⓘ; limburgisch Valkeberg, deutsch Falkenburg an der Göhl) ist eine Gemeinde in den Niederlanden, Provinz Limburg, mit 16.460 Einwohnern (Stand 1. Januar 2025). Sie umfasst das Touristendorf Schin op Geul (mit vielen Pensionen und Campingplätzen), die Ortschaften Berg, Terblijt, Houthem-St. Gerlach (mit Schloss, zurzeit ein Luxushotel) und das Städtchen Valkenburg.

## Geografie

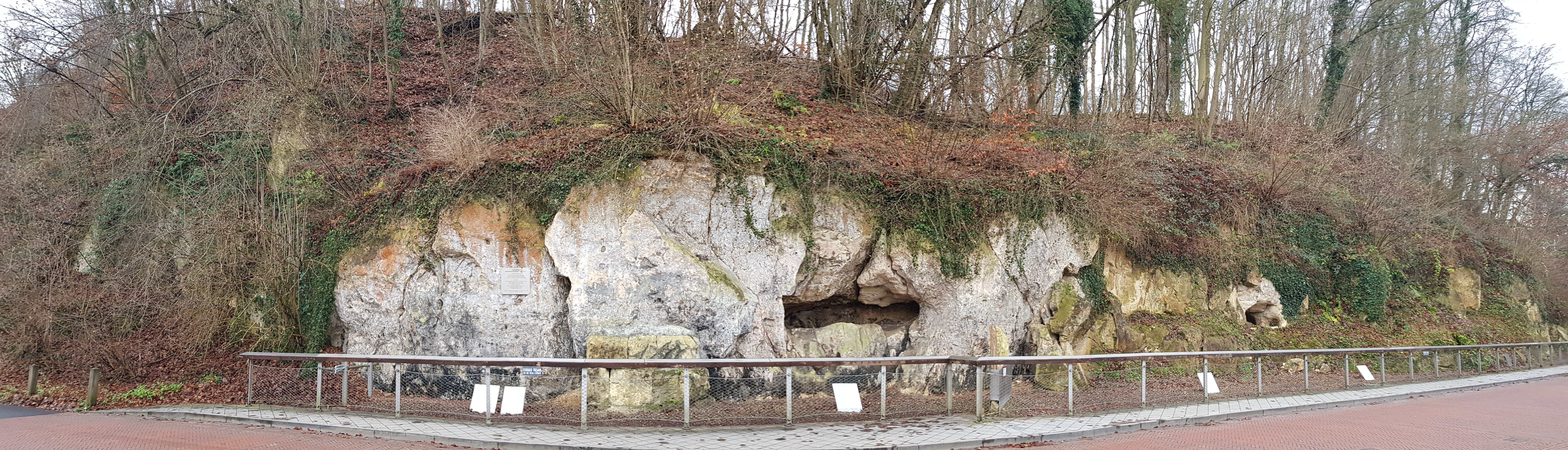
Feuersteinmine Plenkertstraat

Valkenburg liegt am Flüsschen Göhl (niederländisch Geul geschrieben), das auf dem Gebiet des nicht weit von Aachen gelegenen belgischen Dorfes Eynatten, Gemeinde Raeren entspringt und bei Meerssen in die Maas mündet. Dieser Fluss hat ein 50 bis 100 Meter tiefes Tal in die Mergelschicht gegraben, was zur Bildung schöner Aussichtspunkte in der hügeligen Landschaft beigetragen hat. Da diese Landschaft in den Niederlanden einzigartig ist, verbringen viele Niederländer, vor allem vor 1960, als Auslandsreisen noch schwierig und teuer waren, hier ihre Ferien. Die Region ist wegen ihrer Topografie ein beliebtes Wander- und Radfahrgebiet. Die Umgebung ist reich an kleinen Wäldern und Magerrasen wegen des kalkhaltigen Bodens, auf dem seltene Orchideen und andere unter Artenschutz stehende Pflanzen wachsen.
Ein im Radsport bekannter Zielanstieg ist der Cauberg. Durch ihn und andere schwere Anstiege in der näheren Umgebung war Valkenburg schon mehrfach Austragungsort von Weltmeisterschaften und anderen bedeutenden Radrennen.

## Politik

### Sitzverteilung im Gemeinderat
Der Gemeinderat wird seit der Gemeindegründung folgendermaßen gebildet:
| Partei                                 | Sitze a | Sitze a | Sitze a | Sitze a | Sitze a | Sitze a | Sitze a | Sitze a | Sitze a | Sitze a | Sitze a |
| Partei                                 | 1981    | 1986    | 1990    | 1994    | 1998    | 2002    | 2006    | 2010    | 2014    | 2018    | 2022    |
| -------------------------------------- | ------- | ------- | ------- | ------- | ------- | ------- | ------- | ------- | ------- | ------- | ------- |
| Algemeen Belang b c                    | 5       | 6       | 5       | 6       | 6       | 5       | 4       | 7       | 7       | 5       | 5       |
| Valkenburgse Senioren Partij           | –       | –       | –       | –       | –       | –       | –       | –       | –       | 3       | 3       |
| Progressieve Groene Partij d           | –       | –       | –       | –       | –       | –       | –       | –       | 3       | 3       | 3       |
| VVD                                    | 0       | 0       | 1       | 2       | 1       | 1       | 1       | 2       | 3       | 2       | 3       |
| CDA                                    | 2       | 3       | 4       | 4       | 5       | 4       | 3       | 3       | 3       | 4       | 3       |
| D66                                    | 0       | –       | –       | –       | –       | –       | 1       | 2       | 1       | 0       | –       |
| PvdA d                                 | 0       | 1       | 1       | 1       | –       | 1       | 1       | 2       | –       | –       | –       |
| Progressieve Partij Groot Valkenburg d | –       | –       | –       | –       | –       | –       | –       | 2       | –       | –       | –       |
| SP                                     | –       | –       | –       | –       | 2       | 3       | 4       | 1       | –       | –       | –       |
| Vereniging Valkeberg TRANSPeRANT       | –       | –       | –       | –       | –       | –       | 2       | –       | –       | –       | –       |
| Inwoners Belang Groot Valkenburg c     | –       | –       | –       | 4       | 3       | 3       | 2       | –       | –       | –       | –       |
| Inwoners Belang e                      | 2       | 2       | 3       | –       | –       | –       | –       | –       | –       | –       | –       |
| Groot Valkenburg f                     | 3       | 2       | 2       | –       | –       | –       | –       | –       | –       | –       | –       |
| Lijst Frissen g                        | 4       | 3       | 1       | –       | –       | –       | –       | –       | –       | –       | –       |
| Lijst Geurten b                        | 1       | –       | –       | –       | –       | –       | –       | –       | –       | –       | –       |
| Gesamt                                 | 17      | 17      | 17      | 17      | 17      | 17      | 17      | 17      | 17      | 17      | 17      |

Anmerkungen

### Kollegium von Bürgermeister und Beigeordneten
Folgende Personen gehören zum Kollegium:
Bürgermeister
- Daan Prevoo (parteilos; Amtsantritt: 6. April 2021)[1]

Beigeordnete
- Carlo Vankan (Algemeen Belang)
- Claudia Bisschops (CDA)
- Remy Meijers (Progressieve Groene Partij)

Gemeindesekretär
- Louk Bongarts

## Geschichte

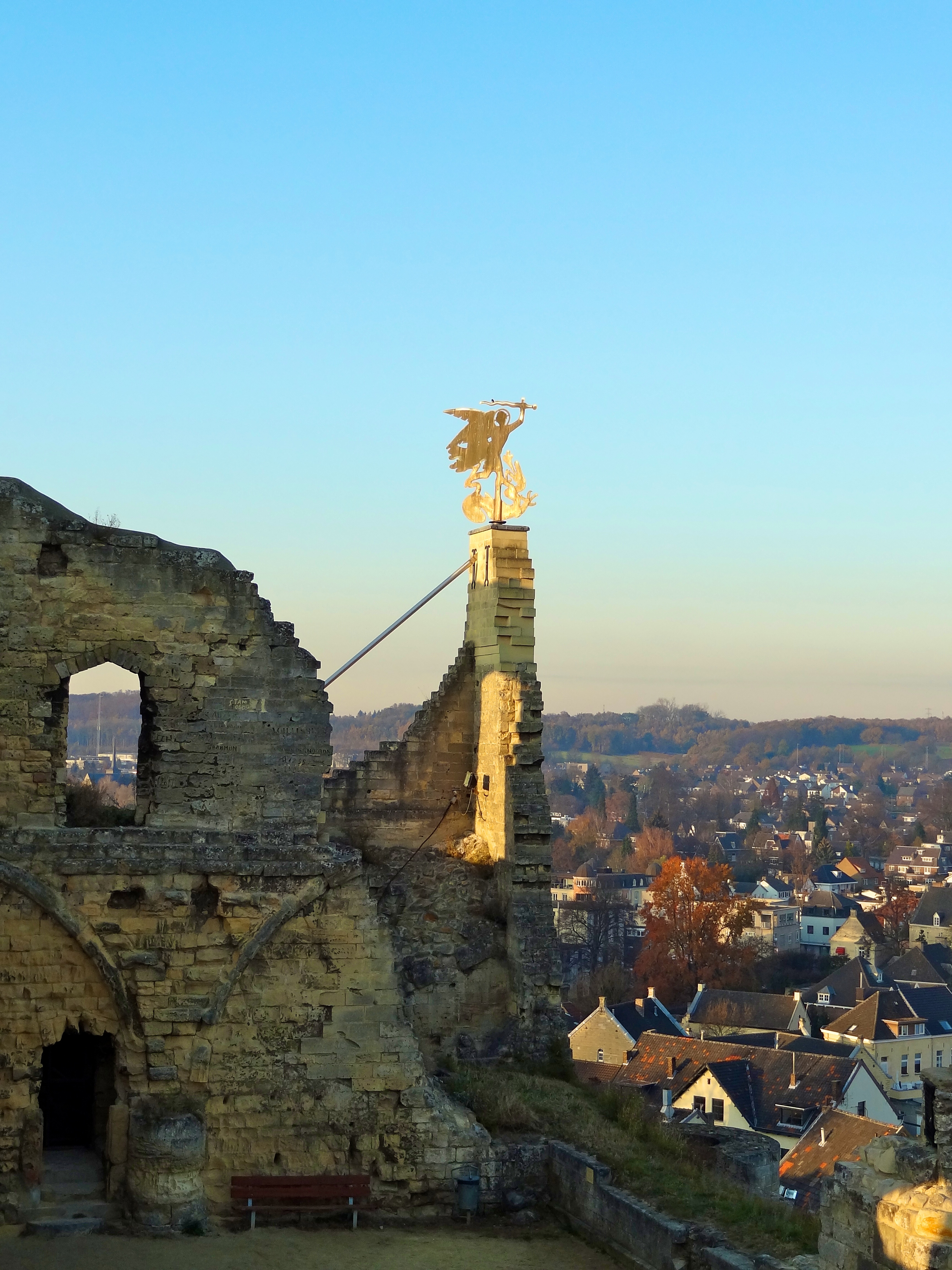
Ruine Valkenburg oberhalb der Altstadt

Die Geschichte von Valkenburg geht aufs Mittelalter zurück. Die Herrschaft (seit 1357 Grafschaft) Valkenburg hatte ihren Ursprung in Alt-Valkenburg auf Schloss Genhoes. Die Herren verlegten aus strategischen Gründen ihren Sitz auf den Heunsberg, wo um das Jahr 1075 die Burg gebaut wurde, heute die Ruine Valkenburg. Die Herrschaft bildete zusammen mit der Grafschaft Dalhem und der Herrschaft Herzogenrath die drei Lande von Overmaas. Manche Quellen rechnen auch das Herzogtum Limburg dazu, mit dem diese drei Lande eine gemeinsame Abordnung zu den Generalstaaten der burgundischen Niederlande in Brüssel schickten.
Das Land von Valkenburg hatte im späten Mittelalter weit gestreuten Besitz, von dem aber der größte Teil nördlich der Göhl lag. Auch der Ort Hürth bei Köln war Valkenburg lehenspflichtig.
Viele Hotels in Valkenburg wurden während der Besatzung im Zweiten Weltkrieg durch die Truppen von Nazideutschland beschlagnahmt. Dennoch, oder gerade deshalb, konnten gerade da oft auch Leute untertauchen. Mehr über den Widerstand gegen die Nazis in dieser Zeit findet man in der Lebensbeschreibung von Pierre Schunck, dem Leiter der Hilfsorganisation für Untergetauchte L.O. in Valkenburg. Bis 1942 beherbergte die Stadt im Ignatiuskolleg die Theologische Fakultät der Jesuiten, die infolge des Kulturkampfes in Deutschland aufgrund des Jesuitengesetzes bis 1917 verboten waren und ihre Ausbildungsstätte erst nach dem Zweiten Weltkrieg nach Frankfurt am Main (Philosophisch-Theologische Hochschule Sankt Georgen) verlegten. In den Räumen des Jesuitenklosters war von 1942 bis 1944 die Reichsschule der Niederlande, eine Nationalpolitische Erziehungsanstalt für Knaben, eingerichtet.

## Sehenswürdigkeiten und Freizeit

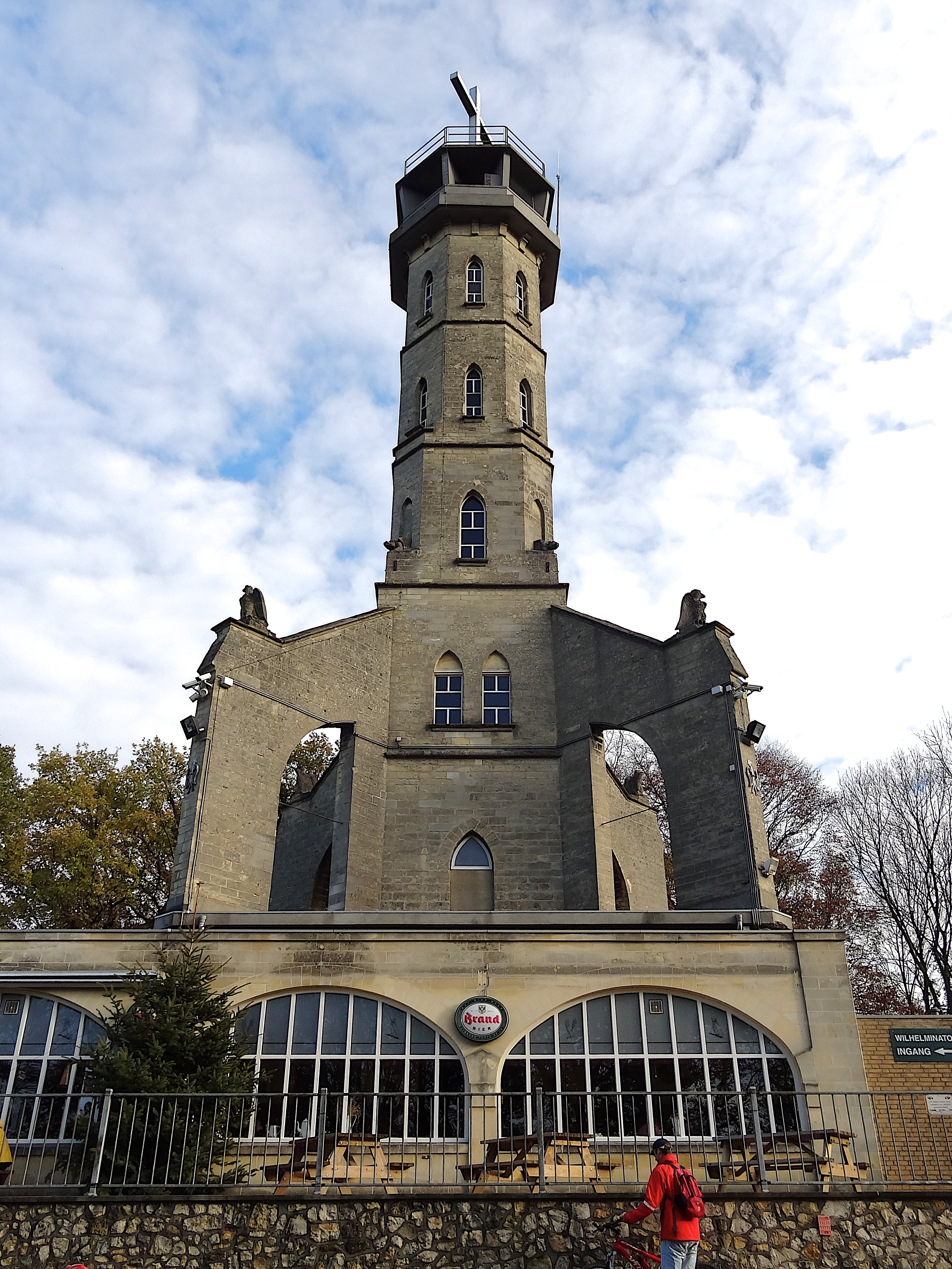
Aussichtsturm Wilhelminatoren

Valkenburg ist schon seit etwa 1840 eines der bedeutenden Ferienziele der Niederlande, und der Tourismus ist die Haupterwerbsquelle der Gemeinde. Das hat viel mit der malerischen Lage der mittelalterlichen Stadt zu tun, aber von Anfang an spielten auch die weit verzweigten Labyrinthe der unterirdischen Steinbrüche eine wichtige Rolle. Aus der ursprünglichen Idee, die Höhlen für Luftkuren zu verwenden, ist allerdings nichts geworden.
Auf einer Anhöhe in der Stadt liegt die Ruine Valkenburg, die Reste der, außer der Ruine Lichtenberg in Maastricht, einzigen Höhenburg in den Niederlanden. Alle anderen niederländischen Burgen sind bzw. waren Wasserburgen. Oberhalb der Altstadt, unweit der Valkenburg, befand sich der Aussichtsturm Wilhelminatoren, der über eine Seilbahn erreicht werden konnte. Am frühen Morgen des 16. März 2025 stürzte er überraschend ein. Von der mittelalterlichen Stadtmauer sind noch bedeutende Reste erhalten geblieben, darunter zwei kleine Stadttore. Von diesen führt der Weg in eine kleine, romantische Altstadt, in der sich viele Straßencafés und Bars aneinanderreihen. In Valkenburg gibt es ein Freilichttheater, ein Thermalbad (Thermae 2000) und ein Spielcasino (Casino Valkenburg). Darüber hinaus wurde auf dem Gelände der vormaligen Brauerei De Leeuw das Erlebniszentrum „Par’Course“ mit Gastronomie, dem „Shimano Experience Center“ sowie dem Valkenburger Mercure-Hotel touristisch neu eingerichtet.
Einige historische Mühlen an der Göhl sind restauriert und anderen Verwendungen zugeführt worden und können als Museumsmühlen besichtigt werden. Die evangelische Kirchengemeinde nutzt die neugotische Kloosterkerk aus dem Jahr 1886.

### Grotten
Die vielbesuchten Fluweelengrotte und Gemeentegrote aus Mergelgestein sind keine natürlichen Höhlen, sondern Gänge in ehemaligen Steingruben. Während des Zweiten Weltkrieges dienten die Mergelgrotten der Bevölkerung als Luftschutzbunker. Das ziemlich weiche Gestein ist leicht zu fördern und zu bearbeiten. Viele Gebäude sind aus diesem Material erbaut worden. In der Gemeentegrote verkehrt eine Wegebahn.
Die von 1908 bis 1912 aus zahlreichen Teilen römischer Katakomben originalgetreu nachgebauten Römischen Katakomben Valkenburg (Romeinse Katakomben Valkenburg) machen Besuchern die frühchristlichen Kunstwerke zugänglich.

### Museen
Mitten in der Altstadt ist im ehemaligen Rathaus das kleine Museum Land van Valkenburg angesiedelt. Hier findet man Informationen über die Geschichte von Süd-Limburg und Valkenburg sowie Kunstwerke von heimischen Künstlern.
Die geheimnisvolle unterirdische Welt des Bergbaus kann man in einem nachgebauten Steinkohlenbergwerk (Steenkolenmijn Valkenburg) kennenlernen. Nach den Zechenstilllegungen im benachbarten Steinkohlerevier wurden viele Exponate zusammen getragen. Ehemalige Kumpel erklären die Steinkohlenförderung in diesem alten Bergwerks.

### Schlösser

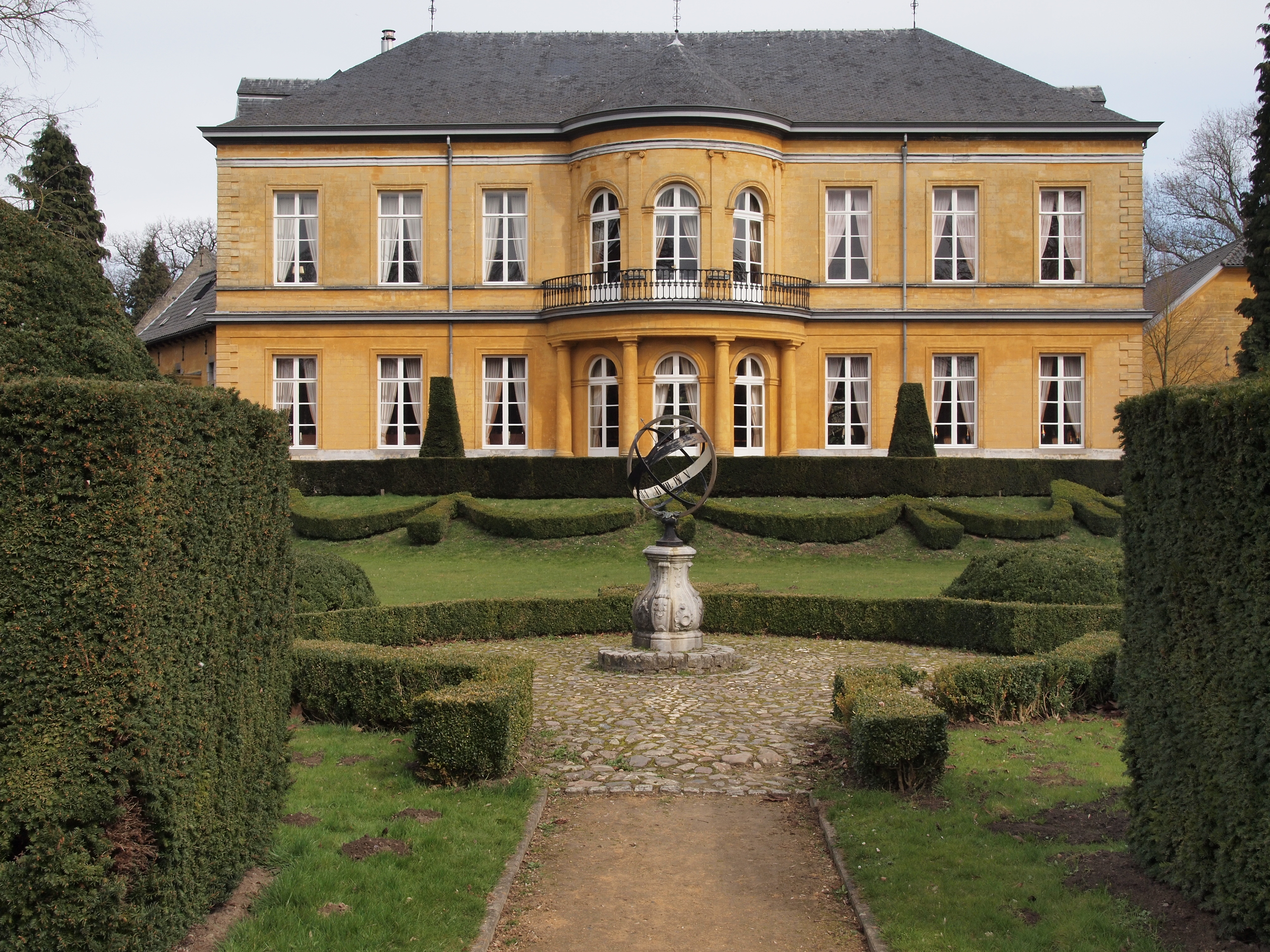
Kasteel Oost

Die Gemeinde ist reich an kleinen Schlössern, von denen einige als Hotel oder Restaurant genutzt werden. Insgesamt sechs ehemalige Adelssitze befinden sich auf dem Gemeindegebiet: Schloss Genhoes, Schloss Schaloen, Schloss Oost, Schloss Den Halder, Schloss St. Gerlach und Schloss Geulzicht. Das Schloss Oost mit seinem angrenzenden Herrenhaus an den Oostergats an der Göhl liegt östlich der Stadt Valkenburg. Es gehörte im Jahre 1587 dem Drost des Landes von Valkenburg. Das Schloss ist ein nationales Denkmal (Rijksmonument).

## Verkehr

### Schiene

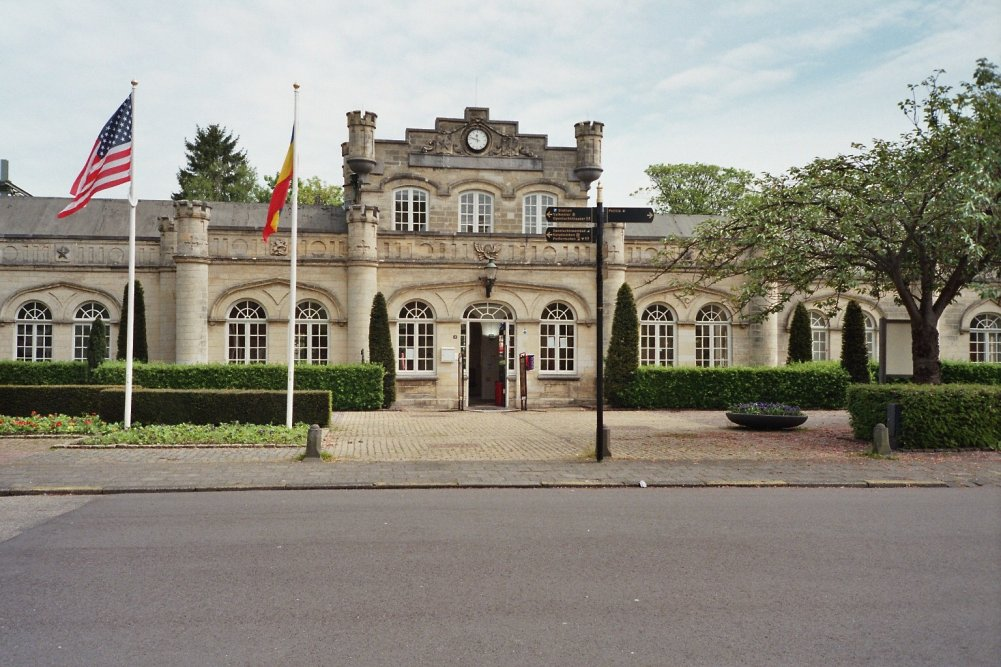
Bahnhof

Valkenburg ist vom etwa zwölf Kilometer entfernten Maastricht aus per Eisenbahn oder über die Autobahn A79 zu erreichen; auch von Heerlen verkehren direkte Züge. Der Bahnhof des Ortes stammt von 1849 und wurde errichtet für die 1853 eröffnete Bahnstrecke Aachen–Maastricht. Er ist damit der älteste seiner Art in den Niederlanden und steht unter Denkmalschutz. Der Baustil lehnt sich an den Palast des damals regierenden Königs der Niederlande an. Im Innern des Bauwerkes ist ein kleines Café untergebracht. Bis mindestens 1993 gab es während der niederländischen Sommerferien an Samstagen direkte Schnellzüge von Amsterdam, Den Haag und Zwolle über Maastricht nach Valkenburg (und zurück), die im Fahrplan als Valkenburg Expres bezeichnet waren.
| Linie | Verlauf | Takt                                      | Betreiber        |
| ----- | --- | ----------------------------------------- | ---------------- |
| RE 18 | LIMAX: Aachen Hbf – Aachen West – Herzogenrath – Eygelshoven Markt – Landgraaf – Heerlen – Valkenburg – Meerssen – Maastricht – Maastricht Randwyck – Eijsden – Visé – Bressoux – Liège-Guillemins Stand: Fahrplanwechsel Juni 2024 | 30 min 60 min Maastricht–Liège-Guillemins | Arriva Nederland |
| RS15  | Arriva Stoptrein: Maastricht Randwyck – Maastricht – Meerssen – Houthem-Sint Gerlach – Valkenburg – Schin op Geul – Klimmen-Ransdaal – Voerendaal – Heerlen-Woonboulevard – Heerlen                                                 | 30 min                                    | Arriva Nederland |

### Straße
Valkenburg ist von Aachen rund 30 km entfernt und kann über die A4 und auf niederländischer Seite weiter über die A76 und A79 erreicht werden. Eine schöne alternative Route führt von Aachen über Vaals und Gulpen-Wittem (N278 und N595) nach Valkenburg.

## Veranstaltungen

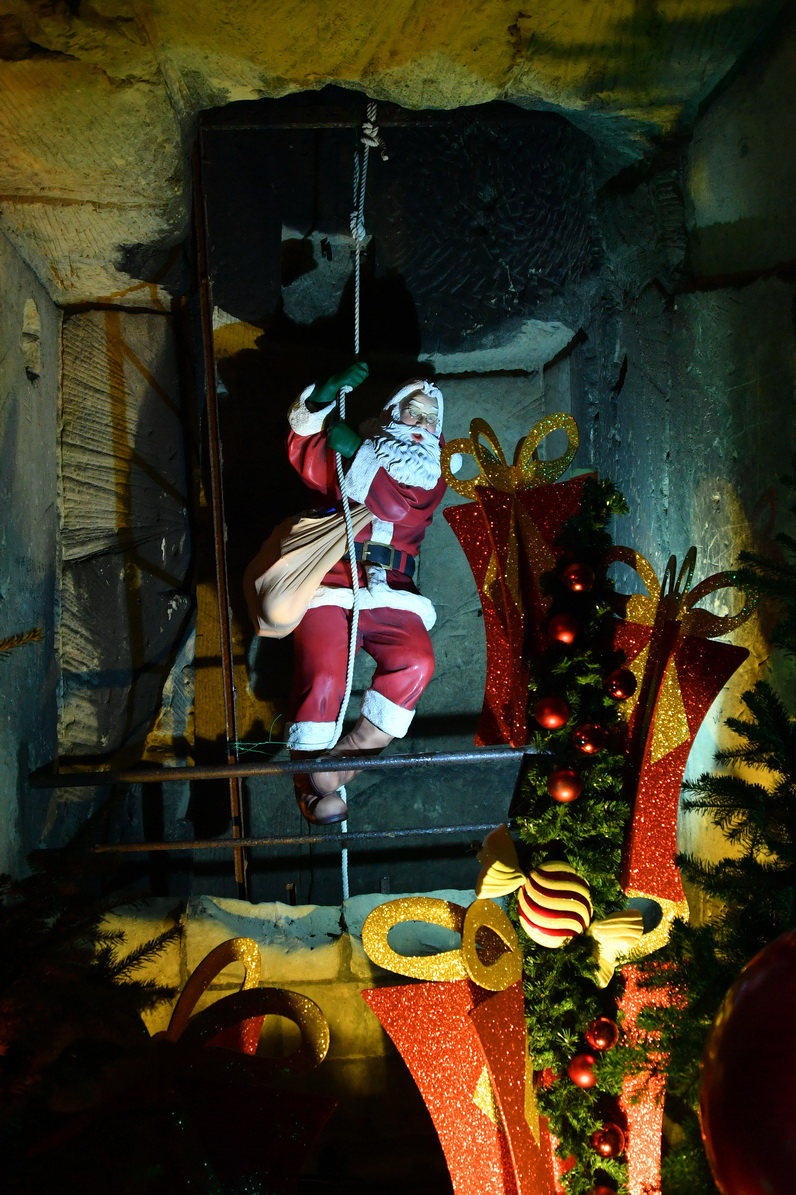
Weihnachtsmarkt in der Fluweelengrot

Im Jahr 1989 war Valkenburg Gastgeber des 8. Europaschützenfestes, einer Veranstaltung der Europäischen Gemeinschaft Historischer Schützen.
Von Mitte November bis zur ersten Januarwoche verwandelt sich Valkenburg in „die“ Weihnachtsstadt der Niederlande. Neben dem traditionellen Weihnachtsmarkt Santa’s Village in der Altstadt gibt es die Möglichkeit, die Weihnachtsmärkte in der Gemeentegrot und in der Fluweelengrot zu besuchen.
Bei MergelRijk kann man sich über die vielfältigen Weihnachtsvarianten des Mergels und der Grotten informieren und erfreuen. Zweimal in der Woche zieht die Weihnachtsparade mit fantasievollen Fußgruppen und beleuchteten Paradewagen durch den Ort.
Valkenburg hat eine große Bedeutung im Radsport, insbesondere durch den Cauberg genannten Anstieg, der vom Stadtzentrum auf das Plateau südlich der Göhl führt. Dieser war jahrzehntelang Schlussanstieg des bedeutendsten Rennens der Niederlande, dem Amstel Gold Race, und spielt dort auch heute noch eine zentrale Rolle. Der Cauberg stand zudem im Zentrum von fünf Straßenradsport-Weltmeisterschaften (1938, 1948, 1979, 1998, 2012), die in Valkenburg ausgerichtet wurden. Auf den Hängen des Caubergs fanden zudem die Cyclocross-Weltmeisterschaften 2018 statt. 1992 und 2006 war Valkenburg jeweils Etappenziel der Tour de France, die Vuelta a España 2009 passierte den Ort während der vierten Etappe. In der Tour de France Femmes 2024 soll Valkenburg Ausgangspunkt einer Etappe sein. Im Stadtgebiet und auf dem Cauberg weisen mehrere Kleinkunstwerke auf die Beziehungen Valkenburgs zum Radsport hin.

## Bekannte Einwohner Valkenburgs
- Johannes von Valkenburg (* 13. Jahrhundert), Franziskaner-Minorit und Buchmaler in Köln
- Cäsar Constantin Franz von Hoensbroech (1724–1792), Fürstbischof von Lüttich
- Pierre Cuypers (1827–1921), niederländischer Architekt des Historismus
- Lous Dassen (* 1946), Jazzsängerin, Inhaberin des legendären Jazzclubs Dr. Jazz in Düsseldorf bis 2000
- Camiel Eurlings (* 1973), Politiker, ehemaliges Mitglied Europaparlament und Minister für Verkehr im Kabinett Balkenende IV
- Adam van Haren (1540–1589), Kapitän der Wassergeusen und Hofmeister bei Wilhelm von Oranien
- Jan van Hout (1908–1945), Radrennfahrer
- Gerlach von Houthem (ca. 1100–ca. 1170), Eremit und Heiliger
- Theo Kreiten (1887–1960), Komponist, Pianist und Schriftsteller
- Marjon Lambriks (* 1949), Operettensängerin
- Marc Lotz (* 1973), ehemaliger Radrennfahrer
- Charles Quaedvlieg (1823–1874), niederländischer Maler der Düsseldorfer Schule in Rom
- Stiena Ruypers-Erens (1857–1930), die erste stellvertretende Bürgermeisterin der Niederlande
- Theo Smeets (* 1964), niederländischer Schmuckgestalter und Professor an der Fachhochschule Trier, Standort Idar-Oberstein
- Adam von Zevel (1497–1565), Bürgermeister der Reichsstadt Aachen